# Тубарик, Карл
Карл Тубарик (эст. Carl Tubarik; 31 июля 1981, Пайде) — эстонский футболист, центральный защитник.

## Биография
В начале взрослой карьеры играл в низших лигах Эстонии за «Ярвамаа»/«Ариекс» (Пайде), «Пайде ЯК» и за столичный «МК Таллин».
В 2007 году перешёл в клуб «Флора» (Пайде), позже переименованный в «Пайде ЛМ», стал игроком стартового состава и капитаном команды. С 2009 года вместе с клубом выступал в высшей лиге Эстонии, дебютный матч провёл 7 марта 2009 года против «Транса». Всего за шесть сезонов в высшей лиге сыграл 157 матчей и забил 8 голов, а с учётом низших лиг провёл более 200 матчей за «Пайде». С 2014 года выступал в низших лигах за «Пайде-2» и «Пайде-3».